# 東方航空980號班機空難
東方航空980號班機是一班由巴拉圭亞松森經玻利維亞拉巴斯、秘鲁利馬、厄瓜多尔瓜亞基爾、巴拿马巴拿馬城、美國迈阿密飛往芝加哥的定期班機。1985年1月1日，該班機飛往拉巴斯時，在19,600英尺（6,000）的高度撞上伊宜馬尼峰，導致機上19名乘客和10名機組人員全部罹難。

## 事發經過
事發時為夜間，天氣及能見度惡劣。飛機在接近拉巴斯時按UA 320空中走廊向拉巴斯VOR進近，在距拉巴斯55海里（102；63英里）處通過DAKON交匯點，高度為25,000英尺（7,600），隨即按指示下降至18,000英尺（5,500）。飛機後來一度偏離航道。
事發地距離拉巴斯VOR信標26海里（48；30英里），距拉巴斯機場09R跑道25海里（46；29英里）。由於事發地海拔極高且無人進入，飛行記錄儀未被尋獲。

## 殘骸發現
2006年，有登山者在伊宜馬尼峰發現飛機殘骸，但未發現屍體。當地登山者相信發現冰下的屍體及黑匣子仍需一定時間。2016年5月，美国的两名登山者在攀爬伊利马尼山时发现另一部分残骸（包括已经解体的飛行紀錄儀和一些破损的磁带）及部分尸体。

## 外部連結
- 航空安全网上的事故资料

- New York Times article